# Bathypogon aoris
Bathypogon aoris är en tvåvingeart som först beskrevs av Walker 1849.  Bathypogon aoris ingår i släktet Bathypogon och familjen rovflugor. Inga underarter finns listade i Catalogue of Life.